# Kembang Paseban
Kembang Paseban is een bestuurslaag in het regentschap Batang Hari van de provincie Jambi, Indonesië. Kembang Paseban telt 4278 inwoners (volkstelling 2010).